# Liefkenshoek
Liefkenshoek is een buurtschap in de gemeente Baarle-Nassau in de Nederlandse provincie Noord-Brabant. Het ligt in zuidoosten van de gemeente, een anderhalve kilometer ten zuidoosten van Baarle.